# 资本的年代：1848-1875
《资本的年代：1848-1875》是英国历史学家艾瑞克·霍布斯邦创作的一本书，1975年出版，是其漫长的十九世纪三部曲系列的第二部。